# Iris (mineral)
El iris u ópalo noble es una variedad de cristal de roca muy limpia y transparente que produce iridiscencias por la difracción de la luz y por la forma en que cristaliza.
Bajo la influencia de la luz blanca se ilumina con todos los colores del arcoíris, de donde recibe su nombre. Producen ese efecto las muchas sombras y grietas naturales que estos cristales encierran en su interior. 
A pesar de no estar considerada como preciosa, en tiempos históricos ha tenido esta piedra mucha estimación. En tiempo del Primer Imperio Francés, se habló mucho de un aderezo de iris que solía llevar la emperatriz Josefina. El iris no se monta ya por los joyeros pero sí aparece en joyas antiguas al tener en tiempos mucha celebridad. 
Parece que nada debe ser más fácil que obtener artificialmente iris verdaderos pues basta para irisar un fragmento de cuarzo limpio darle un golpe con un mazo, meterlo en agua hirviendo o después de calentarlo, meterlo en agua fría. Sin embargo, ninguno de estos medios conduciría al objeto apetecido. Cierto que se agrietaría el cuarzo pero las hendiduras partirían siempre de los bordes y llegarían a las superficies mientras en los iris naturales parten del centro sin propagarse a las superficies. Estas diferencias determinan además en los iris naturales efectos de luz mucho más complejos y variados bajo el punto de vista del adorno que los de iris artificiales.